# Andreas Stöckli
Andreas Stöckli (* 22. November 1982 in Biel) ist ein Schweizer Rechtswissenschaftler. Er ist Anwalt und Hochschullehrer an der Universität Freiburg.

## Leben
Andreas Stöckli ist der Sohn des prominenten und einflussreichen Berner SP-Politikers Hans Stöckli. Als Andreas Stöckli acht Jahre alt war, wurde sein Vater Hans Stöckli Stadtpräsident von Biel. Später wurde dieser Mitglied des Bernischen Grossen Rates, Nationalrat und schliesslich Ständerat. 
Nach der Matura in Biel studierte Stöckli von 2001 bis 2005 Rechtswissenschaften an der Universität Bern. 2007 erlangte er das Rechtsanwaltspatent des Kantons Bern. Von 2007 bis 2012 war er als Assistent an der Universität Freiburg tätig, wo er bei Peter Hänni promovierte. Von August 2014 bis Januar 2018 war er Assistenzprofessor mit Tenure Track an der Universität Basel. Seit Februar 2018 hat er einen Lehrstuhl für Staats- und Verwaltungsrecht an der Universität Freiburg inne.

## Veröffentlichungen (Auswahl)
- Behördenmitglieder in den obersten Führungs- und Aufsichtsgremien von öffentlichen Unternehmen. Ein Beitrag zum Organisationsrecht öffentlicher Unternehmen. Stämpfli, Bern 2011, ISBN 978-3-7272-5982-1 (Dissertation).